# Namco Pole Position
Namco Pole Position es una Placa de arcade creada por Namco destinada a los salones arcade.

## Descripción
El Namco Pole Position fue lanzada por Namco en 1982.
El sistema tenía un procesador Zilog Z80 y 2 Z8002 secundarios , y el audio lo gestionaba uno de esos 2 procesadores secundarios.
En esta placa funcionaron 2 títulos de la saga Pole Position.

## Especificaciones técnicas

### Procesador
- Zilog Z80
  - 2x Z8002 (procesadores secundarios)

### Audio
- Z8002 (ocupa uno de los dos procesadores secundarios)

### Video
- Resolución 256x224 pixeles

## Lista de videojuegos
- Pole Position
- Pole Position 2